# Gerichtsbezirk Tepl
Der Gerichtsbezirk Tepl (tschechisch: soudní okres Teplá) war ein dem Bezirksgericht Tepl unterstehender Gerichtsbezirk im Kronland Böhmen. Er umfasste Gebiete im Westen Böhmens. Zentrum und Gerichtssitz des Gerichtsbezirks war die Stadt Tepl (Teplá). Das Gebiet gehörte seit 1918 zur neu gegründeten Tschechoslowakei und ist seit 1993 Teil der Tschechischen Republik.

## Geschichte
Die ursprüngliche Patrimonialgerichtsbarkeit wurde im Kaisertum Österreich nach den Revolutionsjahren 1848/49 aufgehoben. An ihre Stelle traten die Bezirks-, Landes- und Oberlandesgerichte, die nach den Grundzügen des Justizministers geplant und deren Schaffung am 6. Juli 1849 von Kaiser Franz Joseph I. genehmigt wurde. Der Gerichtsbezirk Tepl gehörte zunächst zum Kreis Eger und umfasste 1854 die 50 Katastralgemeinden Abaschin, Altsattl, Auschowitz, Besikau, Böhmisch-Borau, Branischau, Deutsch-Borau, Dobrawod, Einsiedl, Enkengrün, Habakladrau, Hohendorf, Hollewing, Hurschk, Kladerlas, Krips, Kschiha, Kuttnau, Landek, Lusading, Marienbad, Martnau, Müllestau, Neschikau, Nesnitz, Obergramling, Paßlas, Pauten, Pern, Pfaffengrün, Pistau, Pobitz, Pöken, Prochomuth, Prosau, Rankowitz, Rauchenbach, Royau, Sahrat, Schrikowitz, Stanowitz, Stift-Tepl, Tepl, Unter-Gramling, Weserau, Wilkowitz, Wischezahn, Wischkowitz, Witschin und Zeberhisch. Der Gerichtsbezirk Tepl bildete im Zuge der Trennung der politischen von der judikativen Verwaltung ab 1868 gemeinsam mit dem Gerichtsbezirk Weseritz (Bezdružice) den Bezirk Tepla. 1887 wurde die Errichtung eines zusätzlichen Gerichtsbezirkes Marienbad beschlossen. Hierzu wurden die zehn Gemeinden Abaschin, Auschowitz mit Stanowitz, Einsiedl, Kabakladrau mit Müllestau, Hohendorf, Marienbad, Pistau mit Untergramling, Hollawing, Kcettnau mit Martnau, Rauschenbach, Royau, Witjowitz aus dem Gerichtsbezirk Tepl ausgeschieden und mit der Stadt Sangerberg aus dem Gerichtsbezirk Petschau zum Gerichtsbezirk Marienbad zusammengeschlossen. Die Errichtung des Gerichtsbezirks erlange per 1. Mai 1888 seine Amtwirksamkeit. Dafür wurde die Gemeinde Deutsch-Thomaschlag per 1. Jänner 1890 vom Gerichtsbezirk Plan dem Gerichtsbezirk Tepl zugewiesen.
Im Gerichtsbezirk Tepl lebten 1869 16.258 Menschen in 33 Gemeinden bzw. 50 Katastralgemeinden. Nach den Gebietsveränderungen des späten 19. Jahrhunderts sank die Bevölkerungszahl auf 10.227 Einwohner. Der Gerichtsbezirk umfasste im Jahr 1900 eine Fläche von 178,22 km²  wobei im Gerichtsbezirk nur noch 31 Gemeinden bzw. 34 Katastralgemeinden bestanden. Der Gerichtsbezirk Tepl wies 1910 eine Bevölkerung von 10.123 Personen auf, von denen 10.095 Deutsch und vier Tschechisch als Umgangssprache angaben. Im Gerichtsbezirk lebten zudem 24 Anderssprachige oder Staatsfremde.
Durch die Grenzbestimmungen des am 10. September 1919 abgeschlossenen Vertrages von Saint-Germain kam der Gerichtsbezirk Tepl vollständig zur neugegründeten Tschechoslowakei, wobei die Gerichtseinteilung bis 1938 im Wesentlichen bestehen blieb. Nach dem Münchner Abkommen wurde das Gebiet dem Landkreis Tepl zugeschlagen. Nach dem Zweiten Weltkrieg gehörte das Gebiet zum Okres Cheb, dessen Behörden jedoch im Zuge einer Verwaltungsreform 2003 ihre Verwaltungskompetenzen verloren. Diese werden seitdem von den Gemeinden bzw. dem Karlovarský kraj, zudem das Gebiet um Teplá seit Beginn des 21. Jahrhunderts gehört, wahrgenommen.

## Gerichtssprengel
Der Gerichtssprengel umfasste Ende 1914 die 31 Gemeinden Altsattl (Staré Sedlo), Besikau (Bezděkov), Böhmisch Borau (Český Beranov), Branischau (Branišov), Deutsch Borau (Německý Beranov), Deutsch Thomaschlag (Německé Domaslavičky), Dobrawod (Dobrá Voda), Enkengrün (Jankovice), Hurschk (Hošice), Kladerlas (Kladruby), Kschiha (Cíhaná), Landek (Ostročin), Lusading (Služetín), Neschikau (Nežichov), Nesnitz (Nezdice), Pauten (Poutnov), Pern (Beroun), Pfaffengrün (Popovice), Pobitz (Babice), Pöcken (Pěkovice), Prochomuth (Prachometí), Prosau (Mrazov), Rankowitz (Rankovice), Sahrat (Zahrádka), Schrikowitz (Křepkovice), Tepl (Teplá), Tepl Stift (Teplá Klášter), Weserau (Bezěrov), Wischkowitz (Výškovice), Witschin (Vidžín) und Zeberhisch (Drěvohryzy).